# Monte Escuro

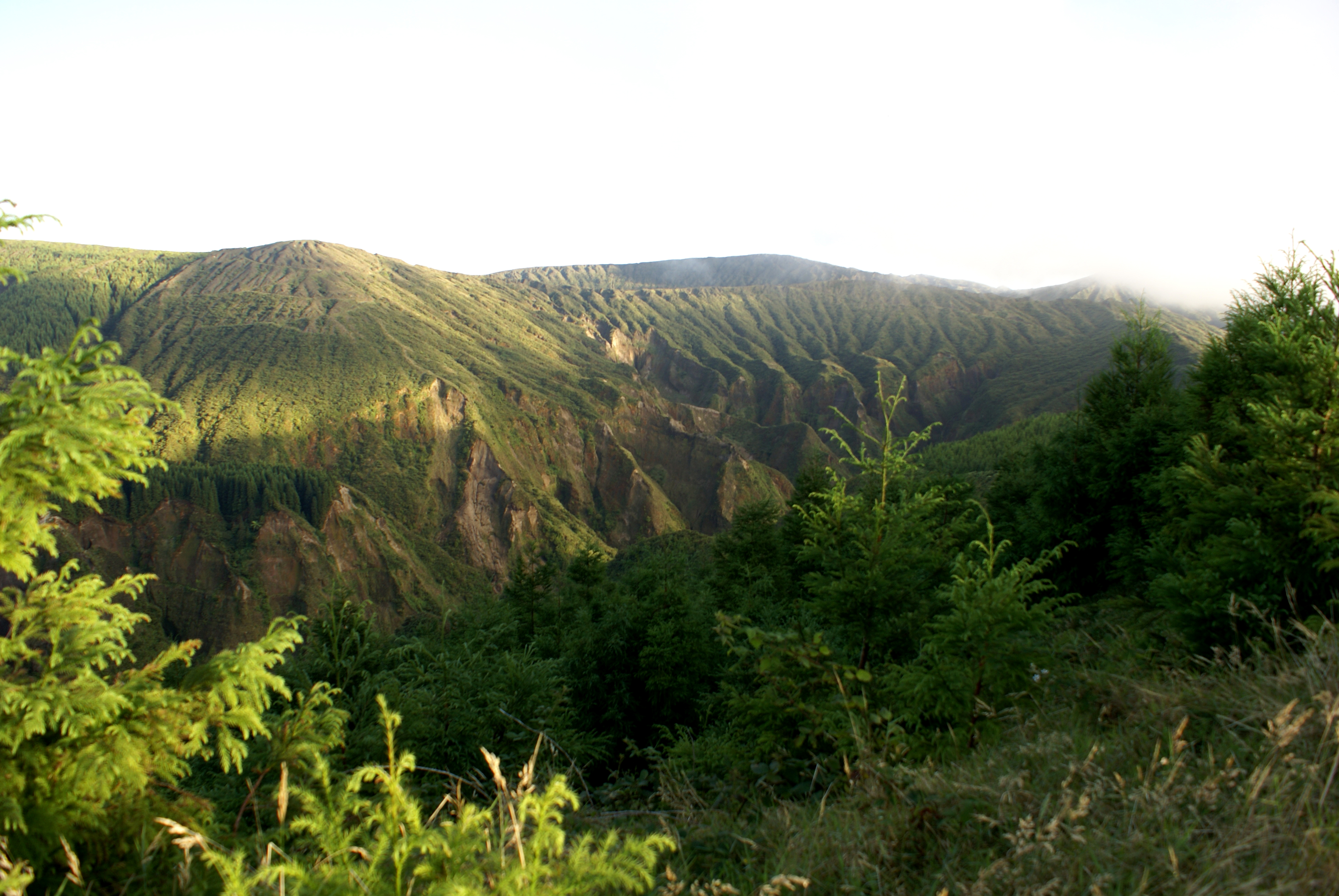
Monte Escuro.

O Monte Escuro é uma elevação portuguesa localizada no concelho de Vila Franca do Campo, ilha de São Miguel, arquipélago dos Açores.
Este acidente geológico localizado no centro da ilha tem o seu ponto mais elevado a 889 metros de altitude acima do nível do mar e caracteriza-se pela cor escura do basalto e bagacinas e pelas suas encostas com forte inclinação topografia.
Encontra-se envolto por uma rica e variada flora Macaronésica, que muito contribuiu para que faça parte dos trilhos pedestres do concelho de Vila Franca.